# 수산화 세슘
수산화 세슘(영어: caesium hydroxide, CsOH)은 세슘 이온과 수산화 이온으로 구성된 화합물이다. 수산화 나트륨이나 수산화 칼륨과 같은 다른 알칼리금속의 수산화물과 마찬지로 강력한 염기 (pKb=-1.76)이다. 실제로, 수산화 세슘은 유리를 부식시킬 정도로 부식성이 강하다.
높은 반응성 때문에, 수산화 세슘은 흡습성이 있다. 실험실의 수산화 세슘은 대부분 수화물이다.